# یهودیان مشهد

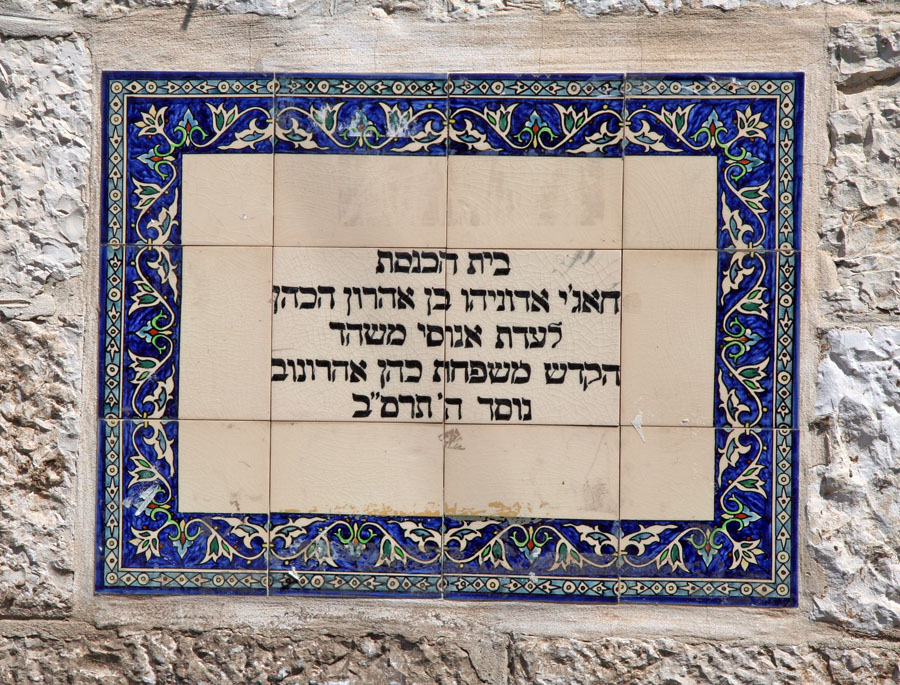
لوح تقدیم به کشته‌شدگان مشهد در محله بحریم اورشلیم

یهودیان مشهد آن‌دسته از یهودیانی هستند که در شهر مشهد زندگی می‌کردند و در سال ۱۸۳۹ میلادی پس از واقعه الله‌داد مجبور به پذیرش دین اسلام شدند ولی در باطن و مخفیانه پیرو همان دین قبلی بودند. این دسته از یهودیان را جدید الاسلام می‌نامیدند ولی در میان خود به آنوسی مشهور بودند. بعد از تشکیل کشور اسرائیل و در دوره پهلوی آنان به این کشور مهاجرت کردند. جرزالم پست تعداد این یهودیان را در این کشور ۱۵ هزار نفر عنوان کرد.
یکی از این یهودیان زندگی دوگانه‌شان را اینگونه شرح می‌دهد: «به هر نوزاد از همان سال‌های اول تولد چنین تفهیم می‌شد که در یک وضع بحران استثنایی قرار دارد و باید یک زندگی دوگانه داشته باشد. به ما گفته می‌شد در مقابل غیریهودی‌ها نباید اصلاً از رویه زندگی داخلی خود صحبت کنیم… این رازداری مطلق از روزی که بچه‌ها عقل رس می‌شوند طبیعت دومشان گردید. به این ترتیب همه یهودیان جدیدالاسلام دو نام داشتند: مثلاً اسم مسلمانی پدربزرگ من شیخ ابوالقاسم بود و اسم عبری اش بنیامین. اسم مسلمانی پدر من ابراهیم و اسم عبری اش آبراهام بود. مرا در خارج خانه موسی صدا می‌کردند و اسم داخل خانه من موشه بود. در دوران زندگی پدرم بسیاری از یهودیان، اسامی غلیظ مسلمانی داشتند.»
«آنها روزهای شنبه مغازه‌های خود را باز می‌کردند اما به داد و ستد نمی‌پرداختند.»
«خانواده حکیمی و بقیه خانواده‌های مشابه که رهبران جامعه یهودی بودند، با مسلمانان روابط نزدیک و صمیمانه‌ای داشتند. برخی از آنها حتی به سفر مکه هم رفتند و حاجی شدند و حجرالاسود را طواف کردند. هر کس به مکه می‌رفت لقب حاجی می‌گرفت.
در واقعه الله‌داد (مسلمان‌سازی اجباری یهودیان مشهد) که در دوره سلطنت محمدشاه قاجار انجام شد، ۲۸ تن از یهودیان، کشته شده و شمار دیگری نیز زخمی شدند.